# Rivière Gens de Terre
Rivière Gens de Terre är ett vattendrag i Kanada.   Det ligger i provinsen Québec, i den sydöstra delen av landet, 170 km norr om huvudstaden Ottawa.
I omgivningarna runt Rivière Gens de Terre växer i huvudsak blandskog. Trakten runt Rivière Gens de Terre är nära nog obefolkad, med mindre än två invånare per kvadratkilometer.